# San Francisco (Putumayo)
San Francisco è un comune della Colombia facente parte del dipartimento di Putumayo.
L'abitato venne fondato da Lorenzo de Pupiales nel 1902.